# Schäffer
Die Schäffer und Großschäffer waren für den Handel verantwortliche Ämter im Ordensstaat des Deutschen Ordens.

## Ursprung und Aufgaben
Schäffer werden erstmals im Jahre 1329 in den sogenannten Orselnschen Statuten des Hochmeisters Werner von Orseln (1324–30) erwähnt, in der Zeit, als die preußischen Städte der Hanse beitraten, der Orden einer der größten Fernhändler des hansischen Wirtschaftsbereichs wurde, und die Handelsorganisation des Ordens feste Strukturen annahm. Es ging beim Handel des Ordens nun nicht mehr nur um die Deckung des Eigenbedarfs, sondern um gewinnorientierten Handel.
Als Ordensmitglieder und Beauftragte ihres jeweiligen Konventshauses waren die Schäffer für die Versorgung ihres Konvents mit allem Notwendigen und den Verkauf von Überschüssen zuständig. Sie durften, wie auch die Fischmeister, kaufen und verkaufen, ohne dazu eine besondere Genehmigung zu benötigen.

## Großschäffer
Eine hervorgehobene Stellung hatten die beiden Großschäffer, die in Marienburg und Königsberg residierten und eine besondere Bedeutung für den Außenhandel des Ordens hatten. Der Großschäffer von Königsberg war für den Bernsteinexport verantwortlich, auf den der Orden ein Monopol hatte, und der Großschäffer von Marienburg war für den Export von Getreide zuständig. Beide Großschäffer importieren aber die gleichen Waren, insbesondere flandrische und englische Tuche, aus dem Westen. Zum Betätigungsfeld der Großschäffer gehörten auch die Reederei sowie gewerbliche Unternehmen, Darlehens- und Immobiliengeschäfte, wobei diese Geschäfte oftmals durch Schuldner an den Orden und in den Aufgabenbereich der Großschäffer fielen. Die Großschäffer reisten viel, führten Verhandlungen und schlossen Verträge ab; sie mussten daher lesen und schreiben können. Sie entstammten meist dem niederen Adel, aber schon vor 1410 und insbesondere danach kam eine Anzahl von Großschäffern aus dem städtischen Patriziat. Zum letzten Mal wird ein Großschäffer im Jahre 1451 erwähnt. Bemerkenswert war die rechtliche Sonderstellung der Großschäffer. Sie unterlagen einerseits als Geistliche und Angehörige einer geistlichen Körperschaft nicht dem damaligen weltlichen Schuldrecht. Andererseits suchten sie an allen Privilegien der weltlichen Kaufleute teilzuhaben, während der Orden selbst sich als Landesherr von Preußen durch seine wirtschaftspolitischen Verordnungen Vorteile gegenüber der Konkurrenz der preußischen Kaufleute sicherte.

## Lieger, Diener und Wirte
Bei der Abwicklung des Handels arbeiteten die Großschäffer und Schäffer mit sogenannten Liegern, Dienern und Wirten zusammen. Diese, wie auch die meisten Schäffer und auch einige der Großschäffer, stammten meistens aus den preußisch-hansischen Kaufmannsfamilien. Dies stärkte die Verbindung des Ordens zu den Städten und ermöglichte dem Orden gleichzeitig, auch dort von den hansischen Rechten zu profitieren, etwa in Nowgorod, wo diese dem Orden selbst verweigert wurden.
- Lieger waren in den wichtigen Handelszentren stationiert und handelten dort für den Orden. Sie bekamen meist eine jährliche Bezahlung, womit sie Faktoren und Kommissionäre des Ordens wurden. Die Großschäffer schlossen mit ihnen Partnerschaftsverträge, gemäß derer sie zu gleichen Teilen an Gewinn und Verlust beteiligt waren. Sie erhielten von den Großschäffern auch zinslose Darlehen, und der Orden handelte mit ihnen, wenn sie auf eigene Rechnung Waren kauften und verkauften.
- Diener organisierten Handelsreisen und waren oft mit den Liegern identisch.
- Wirte saßen in kleineren Städten und hatten einen eingeschränkten Geschäftsbereich.

Die Arbeit für den Orden war ertragreich. Oft handelten mehrere Mitglieder einer Familie gleichzeitig oder auch generationenübergreifend für den Orden. Bis ins späte 14. Jahrhundert sahen die Lieger und Diener in dieser Tätigkeit keine bedrohliche Konkurrenz ihres eigenen Handels oder des Handels ihrer Städte. Erst dann, und insbesondere nach der Niederlage von Tannenberg 1410 und der folgenden wirtschaftlichen Depression, mehrten sich die Proteste gegenüber dem Ordenshandel. Die Städte empfanden den Handel des Ordens nun zunehmend als Konkurrenz und beschwerten sich insbesondere über die Wettbewerbsverzerrung, die sich der Orden durch das Ausnutzen seiner Stellung als Landesherr verschaffte. Auch die Getreidehandelspolitik der Großschäffer wurde nun als nur noch einseitig vorteilhaft für den Orden kritisiert.